# Prêmio Hugo de Melhor Romance
O Prêmio Hugo de Melhor Romance é entregue anualmente para romances de fantasia ou ficção científica publicados em inglês ou traduzidos para o inglês durante o ano anterior. Um trabalho de ficção é definido pela organização como um romance de 40 mil palavras ou mais; prêmios também são entregues para obras de menor tamanho nas categorias de conto, noveleta e novela. O Prêmio Hugo de Melhor Romance é entregue anualmente desde 1953, exceto nos anos de 1954 e 1957. Além dos Prêmios Hugo regulares, começando no Prêmio Hugo Retrospectivo de 1996, ou "Retro Hugo", está disponível um prêmio para ser entregue a trabalhos de 50, 75 ou 100 anos antes, quando o Hugo ainda não existia. O Retro Hugo foi entregue para os anos de 1946, 1951 e 1954.
Está associado ao Prêmio Hugo, que é entregue anualmente pela World Science Fiction Society para a melhor realização em trabalhos de fantasia ou ficção científica do ano anterior. O prêmio é em homenagem a Hugo Gernsback, fundador da pioneira revista de ficção científica Amazing Stories, e já foi oficialmente conhecido como Science Fiction Achievement Award. Ele já foi descrito como "uma boa vitrine para ficção especulativa" e "o mais conhecido prêmio literário para trabalhos de ficção científica".
Os indicados e vencedores são escolhidos pelos membros atendentes ou apoiadores da anual World Science Fiction Convention (Worldcon) e a apresentação dos vencedores constitui o evento central. O processo de seleção é definido na World Science Fiction Society Constitution como uma votação preferencial com cinco indicados, exceto nos casos de empate. Esses cinco romances na cédula de votação são os cinco mais votados pelos membros naquele ano, com nenhum limite para o número de histórias que podem ser candidatadas. Os prêmios de 1953 até 1958 não incluiam o reconhecimento dos indicados, porém desde 1959 todos os cinco indicados foram registrados. Candidaturas iniciais são feitas entre janeiro e março, enquanto a votação na cédula dos cinco indicados ocorre de abril até julho, sujeito a mudança dependendo de quando a Worldcon do ano é realizada. Worldcons geralmente são realizadas no começo de setembro, e ocorrem em cidades diferentes ao redor do mundo todo ano.
Em seus 59 anos, 126 autores tiveram suas obras indicadas; 41 venceram, incluindo co-autores e Retro Hugos. Robert A. Heinlein recebeu o maior número de Hugos de Melhor Romance como também o maior número de indicações, com cinco vitórias (incluindo um Retro Hugo) e onze indicações. Lois McMaster Bujold venceu quatro Hugos e teve nove indicações; outros autores a vencerem mais de duas vezes são Isaac Asimov (incluindo um Retro Hugo), Connie Willis e Vernor Vinge, com três prêmios cada. Nove outros autores venceram o prêmio duas vezes. Larry Niven e Robert J. Sawyer já foram indicados oito vezes cada, porém venceram apenas uma vez, enquanto Robert Silverberg possui o maior número de indicações sem nenhuma vitória com nove.

## Vencedores e indicados
Na tabela a seguir, os anos correspondem ao ano da cerimônia, ao invés de quando o romance foi publicado. Nomes com o fundo azul e um asterisco (*) são os vencedores; aqueles com o fundo branco são os outros indicados.
  *   Vencedores e vencedores conjuntos
| Ano  | Autor(es)                     | Título Original                                                       | Editora                                   | Ref    | Título publicado em português                           | Editora que publicou em português                  | Ano de publicação em português                       |
| ---- | ----------------------------- | --------------------------------------------------------------------- | ----------------------------------------- | ------ | ------------------------------------------------------- | -------------------------------------------------- | ---------------------------------------------------- |
| 1953 | Alfred Bester*                | The Demolished Man                                                    | Galaxy Science Fiction                    | [ 8 ]  | O Homem Demolido                                        | Livros do Brasil (pt)                              | 1953                                                 |
| 1955 | Mark Clifton e Frank Riley*   | They'd Rather Be Right (também conhecido como The Forever Machine)    | Astounding Science-Fiction                | [ 9 ]  |                                                         |                                                    |                                                      |
| 1956 | Robert A. Heinlein*           | Double Star                                                           | Astounding Science-Fiction                | [ 10 ] | Estrela Dupla                                           | Livros do Brasil (pt)                              | 1957                                                 |
| 1956 | [Eric Frank Russell           | Three to Conquer                                                      | Astounding Science-Fiction                | [ 10 ] |                                                         |                                                    |                                                      |
| 1956 | Isaac Asimov                  | The End of Eternity                                                   | Doubleday                                 | [ 10 ] | O Fim da Eternidade                                     | Editora Aleph (br)                                 | 2015                                                 |
| 1956 | C. M. Kornbluth               | Not This August                                                       | Doubleday                                 | [ 10 ] |                                                         |                                                    |                                                      |
| 1956 | Leigh Brackett                | The Long Tomorrow                                                     | Doubleday                                 | [ 10 ] |                                                         |                                                    |                                                      |
| 1958 | Fritz Leiber*                 | The Big Time                                                          | Galaxy Science Fiction                    | [ 11 ] | O Tempo, o espaço e o Cérebro                           | Livros do Brasil (pt)                              | 1958                                                 |
| 1959 | James Blish*                  | A Case of Conscience                                                  | Ballantine Books                          | [ 12 ] | Um Caso de Consciência                                  | Europress (pt)                                     | 1990                                                 |
| 1959 | Poul Anderson                 | We Have Fed Our Sea (também conhecido como The Enemy Stars)           | Astounding Science-Fiction                | [ 12 ] | Estrelas Inimigas                                       | Livros do Brasil (pt)                              | 1966                                                 |
| 1959 | Algis Budrys                  | Who?                                                                  | Pyramid Books                             | [ 12 ] |                                                         |                                                    |                                                      |
| 1959 | Robert A. Heinlein            | Have Space Suit—Will Travel                                           | The Magazine of Fantasy & Science Fiction | [ 12 ] | Equipagem Espacial                                      | Livros do Brasil (pt)                              | 1977                                                 |
| 1959 | Robert Sheckley               | Time Killer (também conhecido como Immortality, Inc.)                 | Galaxy Science Fiction                    | [ 12 ] | A Conquista da Imortalidade                             | Livros do Brasil (pt)                              | 1992                                                 |
| 1960 | Robert A. Heinlein*           | Starship Troopers                                                     | The Magazine of Fantasy & Science Fiction | [ 13 ] | Tropas Estelares                                        | Editora Aleph (br) Livros do Brasil (pt)           | 2015 1968                                            |
| 1960 | Gordon R. Dickson             | Dorsai! (também conhecido como The Genetic General)                   | Astounding Science-Fiction                | [ 13 ] | Dorsai                                                  | Livros do Brasil (pt)                              | 1989                                                 |
| 1960 | Murray Leinster               | The Pirates of Ersatz (também conhecido como The Pirates of Zan)      | Astounding Science-Fiction                | [ 13 ] | Os Piratas do Espaço                                    | Livros do Brasil (pt)                              | 1970                                                 |
| 1960 | Mark Phillips                 | That Sweet Little Old Lady (também conhecido como Brain Twister)      | Astounding Science-Fiction                | [ 13 ] |                                                         |                                                    |                                                      |
| 1960 | Kurt Vonnegut                 | The Sirens of Titan                                                   | Dell Publishing                           | [ 13 ] | As Sereias de Titã                                      | Editora Aleph (br)                                 | 2018                                                 |
| 1961 | Walter M. Miller, Jr.*        | A Canticle for Leibowitz                                              | J.B. Lippincott & Co                      | [ 14 ] | Um Cântico para Leibowitz                               | Editora Aleph (br) Publicações Europa-América (pt) | 2014 2000                                            |
| 1961 | Poul Anderson                 | The High Crusade                                                      | Astounding Science-Fiction                | [ 14 ] | A Grande Cruzada                                        | Ulisseia (pt)                                      | 1962                                                 |
| 1961 | Algis Budrys                  | Rogue Moon                                                            | The Magazine of Fantasy & Science Fiction | [ 14 ] |                                                         |                                                    |                                                      |
| 1961 | Harry Harrison                | Deathworld                                                            | Astounding Science-Fiction                | [ 14 ] |                                                         |                                                    |                                                      |
| 1961 | Theodore Sturgeon             | Venus Plus X                                                          | Pyramid Books                             | [ 14 ] | Venus Mais X (br) O Homem que vinha do Passado (pt)     | Hemus (br) Livros do Brasil (pt)                   | 1978 1962                                            |
| 1962 | Robert A. Heinlein*           | Stranger in a Strange Land                                            | Putnam Publishing Group                   | [ 15 ] | Um Estranho em Terra Estranha                           | Editora Aleph (br)                                 | 2017                                                 |
| 1962 | Daniel F. Galouye             | Dark Universe                                                         | Bantam Books                              | [ 15 ] |                                                         |                                                    |                                                      |
| 1962 | Harry Harrison                | Sense of Obligation (também conhecido como Planet of the Damned)      | Analog Science Fact & Fiction             | [ 15 ] |                                                         |                                                    |                                                      |
| 1962 | Clifford D. Simak             | The Fisherman (também conhecido como Time Is the Simplest Thing)      | Analog Science Fact & Fiction             | [ 15 ] | Viajantes do Tempo                                      | Livros do Brasil (pt)                              | 1961                                                 |
| 1962 | James White                   | Second Ending                                                         | Fantastic                                 | [ 15 ] |                                                         |                                                    |                                                      |
| 1963 | Philip K. Dick*               | The Man in the High Castle                                            | Putnam Publishing Group                   | [ 16 ] | O Homem do Castelo Alto                                 | Editora Aleph (br) Livros do Brasil (pt)           | 2019 1993                                            |
| 1963 | Marion Zimmer Bradley         | The Sword of Aldones                                                  | Ace Books                                 | [ 16 ] | A Espada Encantada                                      | Imago Editora (br)                                 | 1992                                                 |
| 1963 | Arthur C. Clarke              | A Fall of Moondust                                                    | Harcourt Trade Publishers                 | [ 16 ] | Poeira Lunar Náufragos da Lua                           | Editora Aleph (br) Livros do Brasil (pt)           | 2018 1965                                            |
| 1963 | H. Beam Piper                 | Little Fuzzy                                                          | Avon Publications                         | [ 16 ] |                                                         |                                                    |                                                      |
| 1963 | Jean Bruller                  | Sylva                                                                 | Putnam Publishing Group                   | [ 16 ] |                                                         |                                                    |                                                      |
| 1964 | Clifford D. Simak*            | Here Gather the Stars (também conhecido como Way Station)             | Galaxy Science Fiction                    | [ 17 ] | A Estrada da Eternidade                                 | Livros do Brasil (pt)                              | 1986                                                 |
| 1964 | Robert A. Heinlein            | Glory Road                                                            | The Magazine of Fantasy & Science Fiction | [ 17 ] | Estrada da Glória                                       | Livros do Brasil (pt)                              | 1972                                                 |
| 1964 | Andre Norton                  | Witch World                                                           | Ace Books                                 | [ 17 ] | Mundo Diabólico                                         | La Selva (br)                                      | 1963                                                 |
| 1964 | Frank Herbert                 | Dune World                                                            | Analog Science Fact & Fiction             | [ 17 ] |                                                         |                                                    |                                                      |
| 1964 | Kurt Vonnegut                 | Cat's Cradle                                                          | Holt, Rinehart and Winston                | [ 17 ] | Cama da Gato                                            | Editora Aleph (br)                                 | 2017                                                 |
| 1965 | Fritz Leiber*                 | The Wanderer                                                          | Ballantine Books                          | [ 20 ] |                                                         |                                                    |                                                      |
| 1965 | John Brunner                  | The Whole Man                                                         | Ballantine Books                          | [ 20 ] |                                                         |                                                    |                                                      |
| 1965 | Edgar Pangborn                | Davy                                                                  | Ballantine Books                          | [ 20 ] |                                                         |                                                    |                                                      |
| 1965 | Cordwainer Smith              | The Planet Buyer (também conhecido como The Boy Who Bought Old Earth) | Pyramid Books                             | [ 20 ] |                                                         |                                                    |                                                      |
| 1966 | Frank Herbert* (empate)       | Dune                                                                  | Chilton Company                           | [ 21 ] | Duna                                                    | Editora Aleph (br) Livros do Brasil (pt)           | 2017 2006                                            |
| 1966 | Roger Zelazny* (empate)       | ...And Call Me Conrad (também conhecido como This Immortal)           | The Magazine of Fantasy & Science Fiction | [ 21 ] |                                                         |                                                    |                                                      |
| 1966 | John Brunner                  | The Squares of the City                                               | Ballantine Books                          | [ 21 ] |                                                         |                                                    |                                                      |
| 1966 | Robert A. Heinlein            | The Moon Is a Harsh Mistress                                          | If                                        | [ 21 ] | Revolta na Lua                                          | Livros do Brasil (pt)                              | 1967                                                 |
| 1966 | E. E. Smith                   | Skylark DuQuesne                                                      | If                                        | [ 21 ] |                                                         |                                                    |                                                      |
| 1967 | Robert A. Heinlein*           | The Moon Is a Harsh Mistress                                          | If                                        | [ 22 ] | Revolta na Lua                                          | Livros do Brasil (pt)                              | 1967                                                 |
| 1967 | Samuel R. Delany              | Babel-17                                                              | Ace Books                                 | [ 22 ] | Babel-17                                                | Morro Branco (br) Círculo de Leitores (pt)         | 2020 1989                                            |
| 1967 | Randall Garrett               | Too Many Magicians                                                    | Analog Science Fact & Fiction             | [ 22 ] |                                                         |                                                    |                                                      |
| 1967 | Daniel Keyes                  | Flowers for Algernon                                                  | Harcourt Trade Publishers                 | [ 22 ] | Flores para Algernon                                    | Editora Aleph (br)                                 | 2018                                                 |
| 1967 | James H. Schmitz              | The Witches of Karres                                                 | Chilton Company                           | [ 22 ] | O Tempo da Magia                                        | Livros do Brasil (pt)                              | 1980                                                 |
| 1967 | Thomas Burnett Swann          | Day of the Minotaur                                                   | Ace Books                                 | [ 22 ] |                                                         |                                                    |                                                      |
| 1968 | Roger Zelazny*                | Lord of Light                                                         | Doubleday                                 | [ 23 ] | O Senhor da Luz                                         | Publicações Europa-América (pt)                    | 1986                                                 |
| 1968 | Samuel R. Delany              | The Einstein Intersection                                             | Ace Books                                 | [ 23 ] |                                                         |                                                    |                                                      |
| 1968 | Piers Anthony                 | Chthon                                                                | Ballantine Books                          | [ 23 ] |                                                         |                                                    |                                                      |
| 1968 | Chester Anderson              | The Butterfly Kid                                                     | Pyramid Books                             | [ 23 ] |                                                         |                                                    |                                                      |
| 1968 | Robert Silverberg             | Thorns'                                                               | Ballantine Books                          | [ 23 ] | Espinhos                                                | Publicações Europa-América (pt)                    | 1987                                                 |
| 1969 | John Brunner*                 | Stand on Zanzibar                                                     | Doubleday                                 | [ 24 ] |                                                         |                                                    |                                                      |
| 1969 | Alexei Panshin                | Rite of Passage                                                       | Ace Books                                 | [ 24 ] |                                                         |                                                    |                                                      |
| 1969 | Samuel R. Delany              | Nova                                                                  | Doubleday                                 | [ 24 ] |                                                         |                                                    |                                                      |
| 1969 | R. A. Lafferty                | Past Master                                                           | Ace Books                                 | [ 24 ] |                                                         |                                                    |                                                      |
| 1969 | Clifford D. Simak             | The Goblin Reservation                                                | Galaxy Science Fiction                    | [ 24 ] |                                                         |                                                    |                                                      |
| 1970 | Ursula K. Le Guin*            | The Left Hand of Darkness                                             | Ace Books                                 | [ 25 ] | A Mão Esquerda da Escuridão                             | Editorial Presença (pt) Editora Aleph (br)         | 2003 2019                                            |
| 1970 | Robert Silverberg             | Up the Line                                                           | Ballantine Books                          | [ 25 ] | O Correio do Tempo                                      | Livros do Brasil (pt)                              | 1993                                                 |
| 1970 | Piers Anthony                 | Macroscope                                                            | Avon Publications                         | [ 25 ] |                                                         |                                                    |                                                      |
| 1970 | Kurt Vonnegut                 | Slaughterhouse-Five, or The Children's Crusade                        | Delacorte Press                           | [ 25 ] | Matadouro Cinco                                         | Editora Aleph                                      | 2019                                                 |
| 1970 | Norman Spinrad                | Bug Jack Barron                                                       | Avon Publications                         | [ 25 ] |                                                         |                                                    |                                                      |
| 1971 | Larry Niven*                  | Ringworld                                                             | Ballantine Books                          | [ 26 ] |                                                         |                                                    |                                                      |
| 1971 | Poul Anderson                 | Tau Zero                                                              | Doubleday                                 | [ 26 ] | Tau Zero                                                | Colecção Argonauta                                 | 1983                                                 |
| 1971 | Robert Silverberg             | Tower of Glass                                                        | Charles Scribner's Sons                   | [ 26 ] |                                                         |                                                    |                                                      |
| 1971 | Wilson Tucker                 | The Year of the Quiet Sun                                             | Ace Books                                 | [ 26 ] |                                                         |                                                    |                                                      |
| 1971 | Hal Clement                   | Star Light                                                            | Analog Science Fact & Fiction             | [ 26 ] |                                                         |                                                    |                                                      |
| 1972 | Philip José Farmer*           | To Your Scattered Bodies Go                                           | Putnam Publishing Group                   | [ 27 ] | Mundo sem Morte                                         | Colecção Argonauta                                 | 1972                                                 |
| 1972 | Ursula K. Le Guin             | The Lathe of Heaven                                                   | Amazing Stories                           | [ 27 ] | A Curva do Sonho                                        | Editora Morro Branco                               | 2019                                                 |
| 1972 | Anne McCaffrey                | Dragonquest                                                           | Ballantine Books                          | [ 27 ] |                                                         |                                                    |                                                      |
| 1972 | Roger Zelazny                 | Jack of Shadows                                                       | The Magazine of Fantasy & Science Fiction | [ 27 ] |                                                         |                                                    |                                                      |
| 1972 | Robert Silverberg             | A Time of Changes                                                     | Galaxy Science Fiction                    | [ 27 ] |                                                         |                                                    |                                                      |
| 1973 | Isaac Asimov*                 | The Gods Themselves                                                   | Galaxy Science Fiction                    | [ 29 ] | O Despertar dos Deuses                                  | FC Hemus                                           | 1972                                                 |
| 1973 | David Gerrold                 | When HARLIE Was One                                                   | Ballantine Books                          | [ 29 ] |                                                         |                                                    |                                                      |
| 1973 | Poul Anderson                 | There Will Be Time                                                    | Signet Books                              | [ 29 ] |                                                         |                                                    |                                                      |
| 1973 | Robert Silverberg             | The Book of Skulls                                                    | Charles Scribner's Sons                   | [ 29 ] |                                                         |                                                    |                                                      |
| 1973 | Robert Silverberg             | Dying Inside                                                          | Analog Science Fact & Fiction             | [ 29 ] |                                                         |                                                    |                                                      |
| 1973 | Clifford D. Simak             | A Choice of Gods                                                      | Putnam Publishing Group                   | [ 29 ] |                                                         |                                                    |                                                      |
| 1974 | Arthur C. Clarke*             | Rendezvous with Rama                                                  | Galaxy Science Fiction                    | [ 30 ] | Encontro com Rama                                       | Editora Aleph                                      | 2015                                                 |
| 1974 | Robert A. Heinlein            | Time Enough for Love                                                  | Putnam Publishing Group                   | [ 30 ] | Amor Sem Limites                                        | Editora Record                                     | 1973                                                 |
| 1974 | Larry Niven                   | Protector                                                             | Ballantine Books                          | [ 30 ] |                                                         |                                                    |                                                      |
| 1974 | Poul Anderson                 | The People of the Wind                                                | Analog Science Fact & Fiction             | [ 30 ] |                                                         |                                                    |                                                      |
| 1974 | David Gerrold                 | The Man Who Folded Himself                                            | Random House                              | [ 30 ] |                                                         |                                                    |                                                      |
| 1975 | Ursula K. Le Guin*            | The Dispossessed: An Ambiguous Utopia                                 | Harper & Row                              | [ 31 ] | Os Despossuidos                                         | Editora Aleph                                      | 2019                                                 |
| 1975 | Poul Anderson                 | Fire Time                                                             | Doubleday                                 | [ 31 ] |                                                         |                                                    |                                                      |
| 1975 | Philip K. Dick                | Flow My Tears, the Policeman Said                                     | Doubleday                                 | [ 31 ] | Fluam minhas lágrimas, disse o policial                 | Editora Aleph                                      | 2015                                                 |
| 1975 | Larry Niven e Jerry Pournelle | The Mote in God's Eye                                                 | Simon & Schuster                          | [ 31 ] |                                                         |                                                    |                                                      |
| 1975 | Christopher Priest            | The Inverted World                                                    | Galaxy Science Fiction                    | [ 31 ] |                                                         |                                                    |                                                      |
| 1976 | Joe Haldeman*                 | The Forever War                                                       | St. Martin's Press                        | [ 32 ] | Guerra sem Fim                                          | Editora Aleph                                      | 2019                                                 |
| 1976 | Roger Zelazny                 | Doorways in the Sand                                                  | Analog Science Fact & Fiction             | [ 32 ] |                                                         |                                                    |                                                      |
| 1976 | Larry Niven e Jerry Pournelle | Inferno                                                               | Galaxy Science Fiction                    | [ 32 ] |                                                         |                                                    |                                                      |
| 1976 | Alfred Bester                 | The Computer Connection (também conhecido como The Indian Giver)      | Berkley Putnam                            | [ 32 ] |                                                         |                                                    |                                                      |
| 1976 | Robert Silverberg             | The Stochastic Man                                                    | Harper & Row                              | [ 32 ] |                                                         |                                                    |                                                      |
| 1977 | Kate Wilhelm*                 | Where Late the Sweet Birds Sang                                       | Harper & Row                              | [ 33 ] |                                                         |                                                    |                                                      |
| 1977 | Joe Haldeman                  | Mindbridge                                                            | St. Martin's Press                        | [ 33 ] |                                                         |                                                    |                                                      |
| 1977 | Frank Herbert                 | Children of Dune                                                      | Analog Science Fact & Fiction             | [ 33 ] | Os Filhos de Duna                                       | Editora Aleph                                      | 2015                                                 |
| 1977 | Frederik Pohl                 | Man Plus                                                              | The Magazine of Fantasy & Science Fiction | [ 33 ] |                                                         |                                                    |                                                      |
| 1977 | Robert Silverberg             | Shadrach in the Furnace                                               | Analog Science Fact & Fiction             | [ 33 ] |                                                         |                                                    |                                                      |
| 1978 | Frederik Pohl*                | Gateway                                                               | Galaxy Science Fiction                    | [ 34 ] | A Porta das Estrelas                                    | Colecção Argonauta                                 | 1978                                                 |
| 1978 | Marion Zimmer Bradley         | The Forbidden Tower                                                   | DAW Books                                 | [ 34 ] | A Torre Proibida                                        | Imago Editora                                      | 1997                                                 |
| 1978 | Larry Niven e Jerry Pournelle | Lucifer's Hammer                                                      | Playboy Press                             | [ 34 ] |                                                         |                                                    |                                                      |
| 1978 | Gordon R. Dickson             | Time Storm                                                            | St. Martin's Press                        | [ 34 ] |                                                         |                                                    |                                                      |
| 1978 | George R. R. Martin           | Dying of the Light                                                    | Analog Science Fact & Fiction             | [ 34 ] | A Morte da Luz                                          | LeYa                                               | 2012                                                 |
| 1979 | Vonda N. McIntyre*            | Dreamsnake                                                            | Houghton Mifflin                          | [ 35 ] |                                                         |                                                    |                                                      |
| 1979 | Anne McCaffrey                | The White Dragon                                                      | Del Rey Books                             | [ 35 ] |                                                         |                                                    |                                                      |
| 1979 | C. J. Cherryh                 | The Faded Sun: Kesrith                                                | Galaxy Science Fiction                    | [ 35 ] |                                                         |                                                    |                                                      |
| 1979 | Tom Reamy                     | Blind Voices                                                          | Berkley Putnam                            | [ 35 ] |                                                         |                                                    |                                                      |
| 1980 | Arthur C. Clarke*             | The Fountains of Paradise                                             | Victor Gollancz Ltd                       | [ 36 ] | As Fontes do Paraíso                                    | Editora Aleph                                      | 2015                                                 |
| 1980 | John Varley                   | Titan                                                                 | Berkley Putnam                            | [ 36 ] |                                                         |                                                    |                                                      |
| 1980 | Frederik Pohl                 | Jem                                                                   | St. Martin's Press                        | [ 36 ] |                                                         |                                                    |                                                      |
| 1980 | Patricia A. McKillip          | Harpist in the Wind                                                   | Atheneum Books                            | [ 36 ] |                                                         |                                                    |                                                      |
| 1980 | Thomas M. Disch               | On Wings of Song                                                      | The Magazine of Fantasy & Science Fiction | [ 36 ] |                                                         |                                                    |                                                      |
| 1981 | Joan D. Vinge*                | The Snow Queen                                                        | Dial Press                                | [ 37 ] |                                                         |                                                    |                                                      |
| 1981 | Robert Silverberg             | Lord Valentine's Castle                                               | The Magazine of Fantasy & Science Fiction | [ 37 ] |                                                         |                                                    |                                                      |
| 1981 | Larry Niven                   | The Ringworld Engineers                                               | Galileo Magazine of Science & Fiction     | [ 37 ] |                                                         |                                                    |                                                      |
| 1981 | Frederik Pohl                 | Beyond the Blue Event Horizon                                         | Del Rey Books                             | [ 37 ] |                                                         |                                                    |                                                      |
| 1981 | John Varley                   | Wizard                                                                | Berkley Putnam                            | [ 37 ] |                                                         |                                                    |                                                      |
| 1982 | C. J. Cherryh*                | Downbelow Station                                                     | DAW Books                                 | [ 38 ] |                                                         |                                                    |                                                      |
| 1982 | Gene Wolfe                    | The Claw of the Conciliator                                           | Timescape Books                           | [ 38 ] |                                                         |                                                    |                                                      |
| 1982 | Julian May                    | The Many-Colored Land                                                 | Houghton Mifflin                          | [ 38 ] |                                                         |                                                    |                                                      |
| 1982 | Clifford D. Simak             | Project Pope                                                          | Del Rey Books                             | [ 38 ] |                                                         |                                                    |                                                      |
| 1982 | John Crowley                  | Little, Big                                                           | Bantam Books                              | [ 38 ] |                                                         |                                                    |                                                      |
| 1983 | Isaac Asimov*                 | Foundation's Edge                                                     | Doubleday                                 | [ 39 ] | Limites da Fundação                                     | Editora Aleph                                      | 2015                                                 |
| 1983 | C. J. Cherryh                 | The Pride of Chanur                                                   | DAW Books                                 | [ 39 ] |                                                         |                                                    |                                                      |
| 1983 | Arthur C. Clarke              | 2010: Odyssey Two                                                     | Del Rey Books                             | [ 39 ] | 2010 - Uma Odisseia no Espaço V2.                       | Nova Fronteira                                     | 1983                                                 |
| 1983 | Robert A. Heinlein            | Friday                                                                | Holt, Rinehart and Winston                | [ 39 ] | Friday                                                  | Francisco Alves                                    | 1991                                                 |
| 1983 | Donald Kingsbury              | Courtship Rite                                                        | Timescape                                 | [ 39 ] |                                                         |                                                    |                                                      |
| 1983 | Gene Wolfe                    | The Sword of the Lictor                                               | Timescape                                 | [ 39 ] |                                                         |                                                    |                                                      |
| 1984 | David Brin*                   | Startide Rising                                                       | Bantam Books                              | [ 40 ] | Maré Alta Estelar                                       | Publicações Europa-América (pt)                    | 1986                                                 |
| 1984 | R. A. MacAvoy                 | Tea with the Black Dragon                                             | Bantam Books                              | [ 40 ] |                                                         |                                                    |                                                      |
| 1984 | John Varley                   | Millennium                                                            | Berkley Books                             | [ 40 ] |                                                         |                                                    |                                                      |
| 1984 | Anne McCaffrey                | Moreta: Dragonlady of Pern                                            | Del Rey Books                             | [ 40 ] |                                                         |                                                    |                                                      |
| 1984 | Isaac Asimov                  | The Robots of Dawn                                                    | Doubleday                                 | [ 40 ] | Os Robôs da Alvorada                                    | Editora Aleph                                      | 2020                                                 |
| 1985 | William Gibson*               | Neuromancer                                                           | Ace Books                                 | [ 41 ] | Neuromancer                                             | Editora Aleph                                      | 2015                                                 |
| 1985 | David R. Palmer               | Emergence                                                             | Bantam Books                              | [ 41 ] |                                                         |                                                    |                                                      |
| 1985 | Vernor Vinge                  | The Peace War                                                         | Bluejay Books                             | [ 41 ] |                                                         |                                                    |                                                      |
| 1985 | Robert A. Heinlein            | Job: A Comedy of Justice                                              | Del Rey Books                             | [ 41 ] |                                                         |                                                    |                                                      |
| 1985 | Larry Niven                   | The Integral Trees                                                    | Del Rey Books                             | [ 41 ] |                                                         |                                                    |                                                      |
| 1986 | Orson Scott Card*             | Ender's Game                                                          | Tor Books                                 | [ 42 ] | O Jogo do Exterminador                                  | Editora Devir                                      | 2014                                                 |
| 1986 | C. J. Cherryh                 | Cuckoo's Egg                                                          | DAW Books                                 | [ 42 ] |                                                         |                                                    |                                                      |
| 1986 | David Brin                    | The Postman                                                           | Bantam Spectra                            | [ 42 ] |                                                         |                                                    |                                                      |
| 1986 | Larry Niven e Jerry Pourcelle | Footfall                                                              | Del Rey Books                             | [ 42 ] |                                                         |                                                    |                                                      |
| 1986 | Greg Bear                     | Blood Music                                                           | Arbor House                               | [ 42 ] |                                                         |                                                    |                                                      |
| 1987 | Orson Scott Card*             | Speaker for the Dead                                                  | Tor Books                                 | [ 43 ] | Orador dos Mortos                                       | Editora Devir                                      | 2015                                                 |
| 1987 | Bob Shaw                      | The Ragged Astronauts                                                 | Victor Gollancz Ltd                       | [ 43 ] |                                                         |                                                    |                                                      |
| 1987 | William Gibson                | Count Zero                                                            | Asimov's Science Fiction                  | [ 43 ] | Count Zero                                              | Editora Aleph                                      | 2015                                                 |
| 1987 | Vernor Vinge                  | Marooned in Realtime                                                  | Analog Science Fact & Fiction             | [ 43 ] |                                                         |                                                    |                                                      |
| 1987 | L. Ron Hubbard                | Black Genesis: Fortress of Evil                                       | Bridge Publications                       | [ 43 ] |                                                         |                                                    |                                                      |
| 1988 | David Brin*                   | The Uplift War                                                        | Bantam Spectra                            | [ 44 ] | A Guerra da Elevação                                    | Publicações Europa-América (pt)                    | 1987                                                 |
| 1988 | George Alec Effinger          | When Gravity Fails                                                    | Arbor House                               | [ 44 ] |                                                         |                                                    |                                                      |
| 1988 | Orson Scott Card              | Seventh Son                                                           | Tor Books                                 | [ 44 ] |                                                         |                                                    |                                                      |
| 1988 | Greg Bear                     | The Forge of God                                                      | Tor Books                                 | [ 44 ] |                                                         |                                                    |                                                      |
| 1988 | Gene Wolfe                    | The Urth of the New Sun                                               | Tor Books                                 | [ 44 ] |                                                         |                                                    |                                                      |
| 1989 | C. J. Cherryh*                | Cyteen                                                                | Warner Books                              | [ 46 ] |                                                         |                                                    |                                                      |
| 1989 | Orson Scott Card              | Red Prophet                                                           | Tor Books                                 | [ 46 ] |                                                         |                                                    |                                                      |
| 1989 | Lois McMaster Bujold          | Falling Free                                                          | Analog Science Fact & Fiction             | [ 46 ] |                                                         |                                                    |                                                      |
| 1989 | Bruce Sterling                | Islands in the Net                                                    | Arbor House                               | [ 46 ] |                                                         |                                                    |                                                      |
| 1989 | William Gibson                | Mona Lisa Overdrive                                                   | Victor Gollancz Ltd                       | [ 46 ] | Monalisa Overdrive                                      | Editora Aleph                                      | 2015                                                 |
| 1990 | Dan Simmons*                  | Hyperion                                                              | Doubleday                                 | [ 47 ] |                                                         |                                                    |                                                      |
| 1990 | George Alec Effinger          | A Fire in the Sun                                                     | Doubleday                                 | [ 47 ] |                                                         |                                                    |                                                      |
| 1990 | Orson Scott Card              | Prentice Alvin                                                        | Tor Books                                 | [ 47 ] |                                                         |                                                    |                                                      |
| 1990 | Poul Anderson                 | The Boat of a Million Years                                           | Tor Books                                 | [ 47 ] |                                                         |                                                    |                                                      |
| 1990 | Sheri S. Tepper               | Grass                                                                 | Doubleday                                 | [ 47 ] |                                                         |                                                    |                                                      |
| 1991 | Lois McMaster Bujold*         | The Vor Game                                                          | Baen Books                                | [ 48 ] |                                                         |                                                    |                                                      |
| 1991 | David Brin                    | Earth                                                                 | Bantam Spectra                            | [ 48 ] | Terra                                                   | Publicações Europa-América (pt)                    | 1987                                                 |
| 1991 | Dan Simmons                   | The Fall of Hyperion                                                  | Doubleday                                 | [ 48 ] |                                                         |                                                    |                                                      |
| 1991 | Michael P. Kube-McDowell      | The Quiet Pools                                                       | Ace Books                                 | [ 48 ] |                                                         |                                                    |                                                      |
| 1991 | Greg Bear                     | Queen of Angels                                                       | Warner Questar                            | [ 48 ] |                                                         |                                                    |                                                      |
| 1992 | Lois McMaster Bujold*         | Barrayar                                                              | Analog Science Fact & Fiction             | [ 49 ] |                                                         |                                                    |                                                      |
| 1992 | Emma Bull                     | Bone Dance                                                            | Ace Books                                 | [ 49 ] |                                                         |                                                    |                                                      |
| 1992 | Anne McCaffrey                | All the Weyrs of Pern                                                 | Del Rey Books                             | [ 49 ] |                                                         |                                                    |                                                      |
| 1992 | Joan D. Vinge                 | The Summer Queen                                                      | Warner Questar                            | [ 49 ] |                                                         |                                                    |                                                      |
| 1992 | Orson Scott Card              | Xenocide                                                              | Tor Books                                 | [ 49 ] | Xenocídio                                               | Editora Devir                                      | 2015                                                 |
| 1992 | Michael Swanwick              | Stations of the Tide                                                  | Asimov's Science Fiction                  | [ 49 ] |                                                         |                                                    |                                                      |
| 1993 | Vernor Vinge* (empate)        | A Fire Upon the Deep                                                  | Tor Books                                 | [ 50 ] |                                                         |                                                    |                                                      |
| 1993 | Connie Willis* (empate)       | Doomsday Book                                                         | Bantam Spectra                            | [ 50 ] | O Livro do Juizo Final                                  | Editora Suma                                       | 2017                                                 |
| 1993 | Kim Stanley Robinson          | Red Mars                                                              | HarperCollins                             | [ 50 ] |                                                         |                                                    |                                                      |
| 1993 | Maureen F. McHugh             | China Mountain Zhang                                                  | Tor Books                                 | [ 50 ] |                                                         |                                                    |                                                      |
| 1993 | John Varley                   | Steel Beach                                                           | Ace Books/Putnam Publishing Group         | [ 50 ] |                                                         |                                                    |                                                      |
| 1994 | Kim Stanley Robinson*         | Green Mars                                                            | HarperCollins                             | [ 52 ] |                                                         |                                                    |                                                      |
| 1994 | Greg Bear                     | Moving Mars                                                           | Tor Books                                 | [ 52 ] |                                                         |                                                    |                                                      |
| 1994 | Nancy Kress                   | Beggars in Spain                                                      | Morrow AvoNova                            | [ 52 ] |                                                         |                                                    |                                                      |
| 1994 | David Brin                    | Glory Season                                                          | Bantam Spectra                            | [ 52 ] | Estação da Glória                                       | Publicações Europa-América (pt)                    | 1993                                                 |
| 1994 | William Gibson                | Virtual Light                                                         | Bantam Spectra                            | [ 52 ] |                                                         |                                                    |                                                      |
| 1995 | Lois McMaster Bujold*         | Mirror Dance                                                          | Baen Books                                | [ 53 ] |                                                         |                                                    |                                                      |
| 1995 | John Barnes                   | Mother of Storms                                                      | Tor Books                                 | [ 53 ] |                                                         |                                                    |                                                      |
| 1995 | Nancy Kress                   | Beggars and Choosers                                                  | Tor Books                                 | [ 53 ] |                                                         |                                                    |                                                      |
| 1995 | Michael Bishop                | Brittle Innings                                                       | Bantam Spectra                            | [ 53 ] |                                                         |                                                    |                                                      |
| 1995 | James K. Morrow               | Towing Jehovah                                                        | Harcourt Brace                            | [ 53 ] |                                                         |                                                    |                                                      |
| 1996 | Neal Stephenson*              | The Diamond Age: Or, A Young Lady's Illustrated Primer                | Bantam Spectra                            | [ 54 ] |                                                         |                                                    |                                                      |
| 1996 | Stephen Baxter                | The Time Ships                                                        | HarperPrism                               | [ 54 ] |                                                         |                                                    |                                                      |
| 1996 | David Brin                    | Brightness Reef                                                       | Bantam Books                              | [ 54 ] | Filhos do Exílio                                        | Publicações Europa-América (pt)                    | 1995                                                 |
| 1996 | Robert J. Sawyer              | The Terminal Experiment (também conhecido como Hobson's Choice)       | Analog Science Fiction and Fact           | [ 54 ] |                                                         |                                                    |                                                      |
| 1996 | Connie Willis                 | Remake                                                                | Bantam Spectra                            | [ 54 ] |                                                         |                                                    |                                                      |
| 1997 | Kim Stanley Robinson*         | Blue Mars                                                             | HarperCollins Voyager                     | [ 55 ] |                                                         |                                                    |                                                      |
| 1997 | Lois McMaster Bujold          | Memory                                                                | Baen Books                                | [ 55 ] |                                                         |                                                    |                                                      |
| 1997 | Elizabeth Moon                | Remnant Population                                                    | Baen Books                                | [ 55 ] |                                                         |                                                    |                                                      |
| 1997 | Robert J. Sawyer              | Starplex                                                              | Analog Science Fiction and Fact           | [ 55 ] |                                                         |                                                    |                                                      |
| 1997 | Bruce Sterling                | Holy Fire                                                             | Bantam Spectra                            | [ 55 ] |                                                         |                                                    |                                                      |
| 1998 | Joe Haldeman*                 | Forever Peace                                                         | Ace Books                                 | [ 56 ] |                                                         |                                                    |                                                      |
| 1998 | Walter Jon Williams           | City on Fire                                                          | HarperPrism                               | [ 56 ] |                                                         |                                                    |                                                      |
| 1998 | Dan Simmons                   | The Rise of Endymion                                                  | Bantam Spectra                            | [ 56 ] |                                                         |                                                    |                                                      |
| 1998 | Robert J. Sawyer              | Frameshift                                                            | Tor Books                                 | [ 56 ] |                                                         |                                                    |                                                      |
| 1998 | Michael Swanwick              | Jack Faust                                                            | Avon Publications                         | [ 56 ] |                                                         |                                                    |                                                      |
| 1999 | Connie Willis*                | To Say Nothing of the Dog                                             | Bantam Spectra                            | [ 57 ] |                                                         |                                                    |                                                      |
| 1999 | Mary Doria Russell            | Children of God                                                       | Villard Books                             | [ 57 ] |                                                         |                                                    |                                                      |
| 1999 | Robert Charles Wilson         | Darwinia                                                              | Tor Books                                 | [ 57 ] |                                                         |                                                    |                                                      |
| 1999 | Bruce Sterling                | Distraction                                                           | Bantam Spectra                            | [ 57 ] |                                                         |                                                    |                                                      |
| 1999 | Robert J. Sawyer              | Factoring Humanity                                                    | Tor Books                                 | [ 57 ] |                                                         |                                                    |                                                      |
| 2000 | Vernor Vinge*                 | A Deepness in the Sky                                                 | Tor Books                                 | [ 58 ] |                                                         |                                                    |                                                      |
| 2000 | Lois McMaster Bujold          | A Civil Campaign                                                      | Baen Books                                | [ 58 ] |                                                         |                                                    |                                                      |
| 2000 | Neal Stephenson               | Cryptonomicon                                                         | Avon Publications                         | [ 58 ] |                                                         |                                                    |                                                      |
| 2000 | Greg Bear                     | Darwin's Radio                                                        | HarperCollins                             | [ 58 ] |                                                         |                                                    |                                                      |
| 2000 | J. K. Rowling                 | Harry Potter and the Prisoner of Azkaban                              | Bloomsbury Publishing                     | [ 58 ] | Harry Potter e o Prisioneiro de Azkaban                 | Editora Rocco                                      | 2015                                                 |
| 2001 | J. K. Rowling*                | Harry Potter and the Goblet of Fire                                   | Bloomsbury Publishing                     | [ 59 ] | Harry Potter e o Cálice de Fogo                         | Editora Rocco                                      | 2015                                                 |
| 2001 | George R. R. Martin           | A Storm of Swords                                                     | HarperCollins Voyager                     | [ 59 ] | A Tormenta de Espadas                                   | Editora Suma                                       | 2019                                                 |
| 2001 | Robert J. Sawyer              | Calculating God                                                       | Tor Books                                 | [ 59 ] |                                                         |                                                    |                                                      |
| 2001 | Ken MacLeod                   | The Sky Road                                                          | Tor Books                                 | [ 59 ] |                                                         |                                                    |                                                      |
| 2001 | Nalo Hopkinson                | Midnight Robber                                                       | Warner Aspect                             | [ 59 ] |                                                         |                                                    |                                                      |
| 2002 | Neil Gaiman*                  | American Gods                                                         | William Morrow and Company                | [ 60 ] | Deuses Americanos                                       | Intrínseca                                         | 2016                                                 |
| 2002 | Lois McMaster Bujold          | The Curse of Chalion                                                  | Eos                                       | [ 60 ] |                                                         |                                                    |                                                      |
| 2002 | Connie Willis                 | Passage                                                               | Bantam Books                              | [ 60 ] |                                                         |                                                    |                                                      |
| 2002 | China Miéville                | Perdido Street Station                                                | Macmillan Publishers                      | [ 60 ] | Estação Perdido                                         | Boitempo Editoral                                  | 2016                                                 |
| 2002 | Robert Charles Wilson         | The Chronoliths                                                       | Tor Books                                 | [ 60 ] |                                                         |                                                    |                                                      |
| 2002 | Ken MacLeod                   | Cosmonaut Keep                                                        | Orbit Books                               | [ 60 ] |                                                         |                                                    |                                                      |
| 2003 | Robert J. Sawyer*             | Hominids                                                              | Analog Science Fiction and Fact           | [ 61 ] |                                                         |                                                    |                                                      |
| 2003 | David Brin                    | Kiln People                                                           | Tor Books                                 | [ 61 ] |                                                         |                                                    |                                                      |
| 2003 | Michael Swanwick              | Bones of the Earth                                                    | Eos                                       | [ 61 ] |                                                         |                                                    |                                                      |
| 2003 | China Miéville                | The Scar                                                              | Del Rey Books                             | [ 61 ] |                                                         |                                                    |                                                      |
| 2003 | Kim Stanley Robinson          | The Years of Rice and Salt                                            | Bantam Books                              | [ 61 ] |                                                         |                                                    |                                                      |
| 2004 | Lois McMaster Bujold*         | Paladin of Souls                                                      | Eos                                       | [ 62 ] |                                                         |                                                    |                                                      |
| 2004 | Dan Simmons                   | Ilium                                                                 | Eos                                       | [ 62 ] |                                                         |                                                    |                                                      |
| 2004 | Charles Stross                | Singularity Sky                                                       | Ace Books                                 | [ 62 ] |                                                         |                                                    |                                                      |
| 2004 | Robert Charles Wilson         | Blind Lake                                                            | Tor Books                                 | [ 62 ] |                                                         |                                                    |                                                      |
| 2004 | Robert J. Sawyer              | Humans                                                                | Tor Books                                 | [ 62 ] |                                                         |                                                    |                                                      |
| 2005 | Susanna Clarke*               | Jonathan Strange & Mr Norrell                                         | Bloomsbury Publishing                     | [ 63 ] | Jonathan Strange & Sr. Norrell                          | Companhia das Letras                               | 2005                                                 |
| 2005 | Ian McDonald                  | River of Gods                                                         | Simon & Schuster                          | [ 63 ] |                                                         |                                                    |                                                      |
| 2005 | Iain M. Banks                 | The Algebraist                                                        | Orbit Books                               | [ 63 ] |                                                         |                                                    |                                                      |
| 2005 | Charles Stross                | Iron Sunrise                                                          | Ace Books                                 | [ 63 ] |                                                         |                                                    |                                                      |
| 2005 | China Miéville                | Iron Council                                                          | Del Rey Books                             | [ 63 ] |                                                         |                                                    |                                                      |
| 2006 | Robert Charles Wilson*        | Spin                                                                  | Tor Books                                 | [ 64 ] |                                                         |                                                    |                                                      |
| 2006 | Ken MacLeod                   | Learning the World                                                    | Orbit Books                               | [ 64 ] |                                                         |                                                    |                                                      |
| 2006 | George R. R. Martin           | A Feast for Crows                                                     | Voyager Books                             | [ 64 ] | O Festim dos Corvos                                     | LeYa                                               | 2015                                                 |
| 2006 | John Scalzi                   | Old Man's War                                                         | Tor Books                                 | [ 64 ] | A Guerra do Velho                                       | Editora Aleph                                      | 2016                                                 |
| 2006 | Charles Stross                | Accelerando                                                           | Ace Books                                 | [ 64 ] |                                                         |                                                    |                                                      |
| 2007 | Vernor Vinge*                 | Rainbows End                                                          | Tor Books                                 | [ 65 ] |                                                         |                                                    |                                                      |
| 2007 | Charles Stross                | Glasshouse                                                            | Ace Books                                 | [ 65 ] |                                                         |                                                    |                                                      |
| 2007 | Naomi Novik                   | His Majesty's Dragon                                                  | Voyager Books                             | [ 65 ] |                                                         | Galera Record                                      | 2010                                                 |
| 2007 | Michael F. Flynn              | Eifelheim                                                             | Tor Books                                 | [ 65 ] |                                                         |                                                    |                                                      |
| 2007 | Peter Watts                   | Blindsight                                                            | Tor Books                                 | [ 65 ] |                                                         |                                                    |                                                      |
| 2008 | Michael Chabon*               | The Yiddish Policemen's Union                                         | HarperCollins                             | [ 66 ] | Associação Judaica de Polícia                           | Companhia das Letras                               | 2009                                                 |
| 2008 | John Scalzi                   | The Last Colony                                                       | Tor Books                                 | [ 66 ] | A Última Colonia                                        | Editora Aleph                                      | 2019                                                 |
| 2008 | Charles Stross                | Halting State                                                         | Ace Books                                 | [ 66 ] |                                                         |                                                    |                                                      |
| 2008 | Robert J. Sawyer              | Rollback                                                              | Tor Books                                 | [ 66 ] |                                                         |                                                    |                                                      |
| 2008 | Ian McDonald                  | Brasyl                                                                | Pyr                                       | [ 66 ] | Brasyl                                                  | Saída de Emergência                                | 2015                                                 |
| 2009 | Neil Gaiman*                  | The Graveyard Book                                                    | HarperCollins                             | [ 67 ] | O Livro do Cemitério                                    | Rocco                                              | 2010                                                 |
| 2009 | Cory Doctorow                 | Little Brother                                                        | Tor Books                                 | [ 67 ] | Pequeno Irmão                                           | Galera Record                                      | 2011                                                 |
| 2009 | Neal Stephenson               | Anathem                                                               | Morrow                                    | [ 67 ] |                                                         |                                                    |                                                      |
| 2009 | Charles Stross                | Saturn's Children                                                     | Ace Books                                 | [ 67 ] |                                                         |                                                    |                                                      |
| 2009 | John Scalzi                   | Zoe's Tale                                                            | Tor Books                                 | [ 67 ] |                                                         |                                                    |                                                      |
| 2010 | Paolo Bacigalupi* (empate)    | The Windup Girl                                                       | Night Shade Books                         | [ 68 ] |                                                         |                                                    |                                                      |
| 2010 | China Miéville* (empate)      | The City & the City                                                   | Del Rey Books                             | [ 68 ] | A Cidade e a Cidade                                     | Boitempo Editoral                                  | 2014                                                 |
| 2010 | Cherie Priest                 | Boneshaker                                                            | Tor Books                                 | [ 68 ] |                                                         |                                                    |                                                      |
| 2010 | Robert J. Sawyer              | Wake                                                                  | Ace Books                                 | [ 68 ] |                                                         |                                                    |                                                      |
| 2010 | Catherynne M. Valente         | Palimpsest                                                            | Bantam Spectra                            | [ 68 ] |                                                         |                                                    |                                                      |
| 2010 | Robert Charles Wilson         | Julian Comstock: A Story of 22nd-Century America                      | Tor Books                                 | [ 68 ] |                                                         |                                                    |                                                      |
| 2011 | Connie Willis*                | Blackout/All Clear                                                    | Spectra Books                             | [ 69 ] |                                                         |                                                    |                                                      |
| 2011 | Lois McMaster Bujold          | Cryoburn                                                              | Baen Books                                | [ 69 ] |                                                         |                                                    |                                                      |
| 2011 | Ian McDonald                  | The Dervish House                                                     | Gollancz/Pyr                              | [ 69 ] |                                                         |                                                    |                                                      |
| 2011 | Mira Grant                    | Feed                                                                  | Orbit Books                               | [ 69 ] |                                                         |                                                    |                                                      |
| 2011 | N. K. Jemisin                 | The Hundred Thousand Kingdoms                                         | Orbit Books                               | [ 69 ] |                                                         |                                                    |                                                      |
| 2012 | Jo Walton*                    | Among Others                                                          | Tor Books                                 | [ 70 ] |                                                         |                                                    |                                                      |
| 2012 | George R. R. Martin           | A Dance with Dragons                                                  | Bantam Spectra                            | [ 70 ] | A Dança dos Dragões                                     | LeYa                                               | 2015                                                 |
| 2012 | Mira Grant                    | Deadline                                                              | Orbit Books                               | [ 70 ] |                                                         |                                                    |                                                      |
| 2012 | China Miéville                | Embassytown                                                           | Macmillan Publishers/Del Rey Books        | [ 70 ] |                                                         |                                                    |                                                      |
| 2012 | James S. A. Corey             | Leviathan Wakes                                                       | Orbit Books                               | [ 70 ] | Leviatâ Desperta                                        | Editora Aleph                                      | 2017                                                 |
| 2013 | John Scalzi*                  | Redshirts                                                             | Tor Books                                 | [ 71 ] | RedShirts                                               | Editora Aleph                                      | 2021                                                 |
| 2013 | Kim Stanley Robinson          | 2312                                                                  | Orbit Books                               | [ 71 ] |                                                         |                                                    |                                                      |
| 2013 | Mira Grant                    | Blackout                                                              | Orbit Books                               | [ 71 ] |                                                         |                                                    |                                                      |
| 2013 | Lois McMaster Bujold          | Captain Vorpatril's Alliance                                          | Baen Books                                | [ 71 ] |                                                         |                                                    |                                                      |
| 2013 | Saladin Ahmed                 | Throne of the Crescent Moon                                           | DAW Books                                 | [ 71 ] |                                                         |                                                    |                                                      |
| 2014 | Ann Leckie*                   | Ancillary Justice                                                     | Orbit Books                               | [ 72 ] | Justiça Ancilar                                         | Editora Aleph                                      | 2018                                                 |
| 2014 | Charles Stross                | Neptune's Brood                                                       | Ace Books                                 | [ 72 ] |                                                         |                                                    |                                                      |
| 2014 | Mira Grant                    | Parasite                                                              | Orbit Books                               | [ 72 ] |                                                         |                                                    |                                                      |
| 2014 | Larry Correia                 | Warbound                                                              | Baen Books                                | [ 72 ] |                                                         |                                                    |                                                      |
| 2014 | Robert Jordan                 | The Wheel of Time                                                     | Tor Books                                 | [ 72 ] | A Roda do Tempo                                         | Intrínseca                                         | Série de livros, atualmente publicado até o 6º livro |
| 2014 | Brandon Sanderson             | The Wheel of Time                                                     | Tor Books                                 | [ 72 ] |                                                         |                                                    |                                                      |
| 2015 | Liu Cixin*                    | The Three-Body Problem                                                | Tor Books                                 | [ 73 ] | O Problema de Três Corpos                               | Editora Suma                                       | 2016                                                 |
| 2015 | Katherine Addison             | The Goblin Emperor                                                    | Tor Books                                 | [ 73 ] |                                                         |                                                    |                                                      |
| 2015 | Kevin J. Anderson             | The Dark Between the Stars                                            | Tor Books                                 | [ 73 ] |                                                         |                                                    |                                                      |
| 2015 | Jim Butcher                   | Skin Game                                                             | Roc Books                                 | [ 73 ] |                                                         |                                                    |                                                      |
| 2015 | Ann Leckie                    | Ancillary Sword                                                       | Orbit Books                               | [ 73 ] |                                                         |                                                    |                                                      |
| 2016 | N. K. Jemisin*                | The Fifth Season                                                      | Orbit Books                               | [ 74 ] | A Quinta Estação                                        | Editora Morro Branco                               | 2020                                                 |
| 2016 | Naomi Novik                   | Uprooted                                                              | Del Rey                                   | [ 74 ] | Enraizados                                              | Rocco                                              | 2017                                                 |
| 2016 | Ann Leckie                    | Ancillary Mercy                                                       | Orbit Books                               | [ 74 ] |                                                         |                                                    |                                                      |
| 2016 | Neal Stephenson               | Seveneves                                                             | William Morrow and Company                | [ 74 ] |                                                         |                                                    |                                                      |
| 2016 | Jim Butcher                   | The Cinder Spires: The Aeronaut's Windlass                            | Roc Books                                 | [ 74 ] |                                                         |                                                    |                                                      |
| 2017 | N. K. Jemisin*                | The Obelisk Gate                                                      | Orbit Books                               | [ 75 ] | O Portão do Obelisco                                    | Editora Morro Branco                               | 2018                                                 |
| 2017 | Charlie Jane Anders           | All the Birds in the Sky                                              | Tor Books / Titan Books                   | [ 75 ] | Todos os Pássaros do Céu                                | Editora Morro Branco                               | 2017                                                 |
| 2017 | Yoon Ha Lee                   | Ninefox Gambit                                                        | Solaris Books                             | [ 75 ] |                                                         |                                                    |                                                      |
| 2017 | Becky Chambers                | A Closed and Common Orbit                                             | Hodder & Stoughton / Harper Voyager US    | [ 75 ] | A Vida Compartilhada em Uma Admirável Órbita Fechada    | Darkside Books                                     | 2018                                                 |
| 2017 | Ada Palmer                    | Too Like the Lightning                                                | Tor Books                                 | [ 75 ] |                                                         |                                                    |                                                      |
| 2017 | Cixin Liu                     | Death’s End                                                           | Tor Books / Head of Zeus                  | [ 75 ] | O Fim da Morte                                          | Editora Suma                                       | 2019                                                 |
| 2018 | N. K. Jemisin*                | The Stone Sky                                                         | Orbit Books                               | [ 76 ] | O Céu de Pedra                                          | Editora Morro Branco                               | 2019                                                 |
| 2018 | John Scalzi                   | The Collapsing Empire                                                 | Tor Books                                 | [ 76 ] |                                                         |                                                    |                                                      |
| 2018 | Ann Leckie                    | Provenance                                                            | Orbit Books                               | [ 76 ] |                                                         |                                                    |                                                      |
| 2018 | Mur Lafferty                  | Six Wakes                                                             | Orbit Books                               | [ 76 ] |                                                         |                                                    |                                                      |
| 2018 | Yoon Ha Lee                   | Raven Stratagem                                                       | Solaris Books                             | [ 76 ] |                                                         |                                                    |                                                      |
| 2018 | Kim Stanley Robinson          | New York 2140                                                         | Orbit Books                               | [ 76 ] | Nova York 2140                                          | Planeta Minotauro                                  | 2019                                                 |
| 2019 | Mary Robinette Kowal*         | The Calculating Stars                                                 | Tor Books                                 | [ 77 ] |                                                         |                                                    |                                                      |
| 2019 | Becky Chambers                | Record of a Spaceborn Few                                             | Hodder & Stoughton / Harper Voyager US    | [ 77 ] | Os registros estelares de uma notavel odisséia espacial | Darkside Books                                     | 2020                                                 |
| 2019 | Yoon Ha Lee                   | Revenant Gun                                                          | Solaris Books                             | [ 77 ] |                                                         |                                                    |                                                      |
| 2019 | Naomi Novik                   | Spinning Silver                                                       | Del Rey Books                             | [ 77 ] |                                                         |                                                    |                                                      |
| 2019 | Rebecca Roanhorse             | Trail of Lightning                                                    | Saga Press                                | [ 77 ] |                                                         |                                                    |                                                      |
| 2019 | Catherynne M. Valente         | Space Opera                                                           | Saga Press                                | [ 77 ] |                                                         |                                                    |                                                      |
| 2020 | Arkady Martine*               | A Memory Called Empire                                                | Tor Books                                 | [ 78 ] |                                                         |                                                    |                                                      |
| 2020 | Charlie Jane Anders           | The City in the Middle of the Night                                   | Tor Books                                 | [ 78 ] |                                                         |                                                    |                                                      |
| 2020 | Tamsyn Muir                   | Gideon the Ninth                                                      | Tor.com Publishing                        | [ 78 ] |                                                         |                                                    |                                                      |
| 2020 | Kameron Hurley                | SThe Light Brigade                                                    | Saga Press                                | [ 78 ] |                                                         |                                                    |                                                      |
| 2020 | Seanan McGuire                | Middlegame                                                            | Tor.com Publishing                        | [ 78 ] |                                                         |                                                    |                                                      |
| 2020 | Alix E. Harrow                | The Ten Thousand Doors of January                                     | Redhook                                   | [ 78 ] | As Dez Mil Portas                                       | Universo dos Livros                                | 2020                                                 |

### Retro Hugos
Começando com a Worldcon de 1996, a World Science Fiction Society criou o conceito de "Retro Hugos", em que o Prêmio Hugo pode ser retroativamente entregue para trabalhos de 50, 75 ou 100 anos antes. Retro Hugos apenas podem ser entregues para anos quando uma Worldcon foi realizada, porém nenhum prêmio foi originalmente entregue.  Retro Hugos foram entregues três vezes, para 1946, 1951 e 1954. Todos os prêmios foram entregues 50 anos depois.
| Ano  | Ano entregue | Autor(es)                                | Título                                                        | Editora                    | Ref    | Título publicado no Brasil            | Editora que publicou no Brasil | Ano de publicação no Brasil |
| ---- | ------------ | ---------------------------------------- | ------------------------------------------------------------- | -------------------------- | ------ | ------------------------------------- | ------------------------------ | --------------------------- |
| 1939 | 2014         | T. H. White*                             | The Sword in the Stone                                        | William Collins, Sons      | [ 80 ] | A Espada na Pedra                     | Hamelin (pt) Francis (br)      | 2013 (pt) 2004 (br)         |
| 1939 | 2014         | Edgar Rice Burroughs                     | Carson of Venus                                               | Argosy                     | [ 80 ] |                                       |                                |                             |
| 1939 | 2014         | E. E. Smith                              | Galactic Patrol                                               | Astounding Stories         | [ 80 ] |                                       |                                |                             |
| 1939 | 2014         | Jack Williamson                          | The Legion of Time                                            | Astounding Science-Fiction | [ 80 ] | A Legião do Espaço                    | Francisco Alves (br)           | 1980                        |
| 1939 | 2014         | C. S. Lewis                              | Out of the Silent Planet                                      | The Bodley Head            | [ 80 ] | Além do Planeta Silencioso            | Thomas Nelson Brasil (br)      | 2019                        |
| 1941 | 2016         | A. E. van Vogt*                          | Slan                                                          | Astounding Science Fiction | [ 82 ] |                                       |                                |                             |
| 1941 | 2016         | E. E. Smith                              | Gray Lensman                                                  | Astounding Science Fiction | [ 82 ] |                                       |                                |                             |
| 1941 | 2016         | T. H. White                              | The Ill-Made Knight                                           | William Collins, Sons      | [ 82 ] | O Cavaleiro Imperfeito                | Francis (br)                   | 2004                        |
| 1941 | 2016         | Karin Boye                               | Kallocain                                                     | Bonnier Group              | [ 82 ] | Kallocaína: Romance do século XXI     | Carambaia (br)                 | 2019                        |
| 1941 | 2016         | Jack Williamson                          | The Reign of Wizardry                                         | Unknown                    | [ 82 ] |                                       |                                |                             |
| 1943 | 2018         | Robert A. Heinlein (as Anson MacDonald)* | Beyond This Horizon                                           | Astounding Science Fiction | [ 83 ] | Gerações do amanhã                    | Livros do Brasil (pt)          | 1956                        |
| 1943 | 2018         | Olaf Stapledon                           | Darkness and the Light                                        | Methuen Publishing         | [ 83 ] |                                       |                                |                             |
| 1943 | 2018         | Curt Siodmak                             | Donovan's Brain                                               | Black Mask                 | [ 83 ] | O cérebro de Donovan                  | Livros do Brasil (pt)          | 1954                        |
| 1943 | 2018         | Austin Tappan Wright                     | Islandia                                                      | Farrar & Rinehart          | [ 83 ] |                                       |                                |                             |
| 1943 | 2018         | E. E. Smith                              | Second Stage Lensmen                                          | Astounding Science Fiction | [ 83 ] | A Lei do Espaço                       | Livros do Brasil (pt)          | 1981                        |
| 1943 | 2018         | Dorothy Macardle                         | The Uninvited                                                 | Doubleday                  | [ 83 ] | Os que não são convidados             | Casa Editora O Clarim (br)     | 2018                        |
| 1944 | 2019         | Fritz Leiber*                            | Conjure Wife                                                  | Unknown Worlds             | [ 84 ] |                                       |                                |                             |
| 1944 | 1996         | C. L. Moore                              | Earth's Last Citadel                                          | Argosy                     | [ 84 ] |                                       |                                |                             |
| 1944 | 1996         | Fritz Leiber                             | Gather, Darkness!                                             | Astounding Science-Fiction | [ 84 ] |                                       |                                |                             |
| 1944 | 1996         | Hermann Hesse                            | Das Glasperlenspiel (The Glass Bead Game)                     | Fretz & Wasmuth            | [ 84 ] | O jogo das contas de vidro            | Editora Record (br)            | 2020                        |
| 1944 | 1996         | C. S. Lewis                              | Perelandra                                                    | Macmillan Publishers       | [ 84 ] | Perelandra                            | Thomas Nelson Brasil (br)      | 2019                        |
| 1944 | 1996         | A. E. van Vogt                           | The Weapon Makers                                             | Astounding Science-Fiction | [ 84 ] |                                       |                                |                             |
| 1945 | 2020         | Leigh Brackett*                          | "Shadow Over Mars" (The Nemesis from Terra)                   | Startling Stories          | [ 85 ] |                                       |                                |                             |
| 1945 | 2020         | Robert Graves                            | The Golden Fleece                                             | Cassell                    | [ 85 ] |                                       |                                |                             |
| 1945 | 2020         | Edgar Rice Burroughs                     | Land of Terror                                                | Edgar Rice Burroughs, Inc. | [ 85 ] |                                       |                                |                             |
| 1945 | 2020         | Olaf Stapledon                           | Sirius: A Fantasy of Love and Discord                         | Secker & Warburg           | [ 85 ] |                                       |                                |                             |
| 1945 | 2020         | Eric Linklater                           | The Wind on the Moon                                          | Macmillan Publishers       | [ 85 ] |                                       |                                |                             |
| 1945 | 2020         | A. E. van Vogt                           | "The Winged Man"                                              | Astounding Science-Fiction | [ 85 ] | O Homem Alado                         | Galeria Panorama (pt)          | 1970                        |
| 1946 | 1996         | Isaac Asimov*                            | The Mule                                                      | Astounding Science-Fiction | [ 86 ] | Fundação e Império                    | Editora Aleph (br)             | 2009                        |
| 1946 | 1996         | A. E. van Vogt                           | The World of Ā                                                | Astounding Science-Fiction | [ 86 ] |                                       |                                |                             |
| 1946 | 1996         | C. S. Lewis                              | That Hideous Strength (também conhecido como Tortured Planet) | John Lane                  | [ 86 ] | Aquela fortaleza medonha              | Thomas Nelson Brasil (br)      | 2019                        |
| 1946 | 1996         | Fritz Leiber                             | Destiny Times Three                                           | Astounding Science-Fiction | [ 86 ] |                                       |                                |                             |
| 1946 | 1996         | Edmond Hamilton                          | Red Sun of Danger (também conhecido como Danger Planet)       | Startling Stories          | [ 86 ] |                                       |                                |                             |
| 1951 | 2001         | Robert A. Heinlein*                      | Farmer in the Sky                                             | Boy's Life                 | [ 87 ] |                                       |                                |                             |
| 1951 | 2001         | Isaac Asimov                             | Pebble in the Sky                                             | Doubleday                  | [ 87 ] | Pedra no Céu                          | Editora Aleph (br)             | 2016                        |
| 1951 | 2001         | C. S. Lewis                              | The Lion, the Witch and the Wardrobe                          | Geoffrey Bles              | [ 87 ] | O Leão, a Feiticeira e o Guarda-Roupa | WMF Martins Fontes (br)        | 2009                        |
| 1951 | 2001         | E. E. Smith                              | First Lensman                                                 | Fantasy Press              | [ 87 ] |                                       |                                |                             |
| 1951 | 2001         | Jack Vance                               | The Dying Earth                                               | Hillman Periodicals        | [ 87 ] |                                       |                                |                             |
| 1954 | 2004         | Ray Bradbury*                            | Fahrenheit 451                                                | Ballantine Books           | [ 88 ] | Fahrenheit 451                        | Biblioteca Azul                | 2012                        |
| 1954 | 2004         | Arthur C. Clarke                         | Childhood's End                                               | Ballantine Books           | [ 88 ] | O Fim da Infância                     | Editora Aleph                  | 2019                        |
| 1954 | 2004         | Hal Clement                              | Mission of Gravity                                            | Astounding Science-Fiction | [ 88 ] |                                       |                                |                             |
| 1954 | 2004         | Isaac Asimov                             | The Caves of Steel                                            | Galaxy Science Fiction     | [ 88 ] | As Cavernas de Aço                    | Editora Aleph                  | 2019                        |
| 1954 | 2004         | Theodore Sturgeon                        | More Than Human                                               | Farrar, Straus and Giroux  | [ 88 ] | Mais que humano                       | Presença (pt)                  | 2008                        |